# Ліповець (Мазовецьке воєводство)
Ліповець (пол. Lipowiec) — село в Польщі, у гміні Хожеле Пшасниського повіту Мазовецького воєводства.
Населення — 82 особи (2011).
У 1975-1998 роках село належало до Остроленцького воєводства.

## Демографія
Демографічна структура станом на 31 березня 2011 року:
|          | Загалом | Допрацездатний вік | Працездатний вік | Постпрацездатний вік |
| -------- | ------- | ------------------ | ---------------- | -------------------- |
| Чоловіки | 37      | 6                  | 25               | 6                    |
| Жінки    | 45      | 7                  | 27               | 11                   |
| Разом    | 82      | 13                 | 52               | 17                   |